# Fritz Wisten

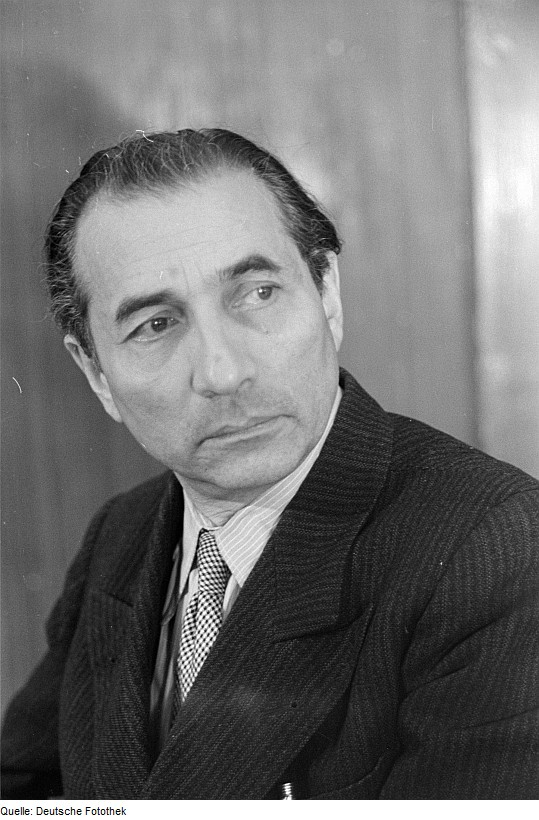
Fritz Wisten im Jahr 1946

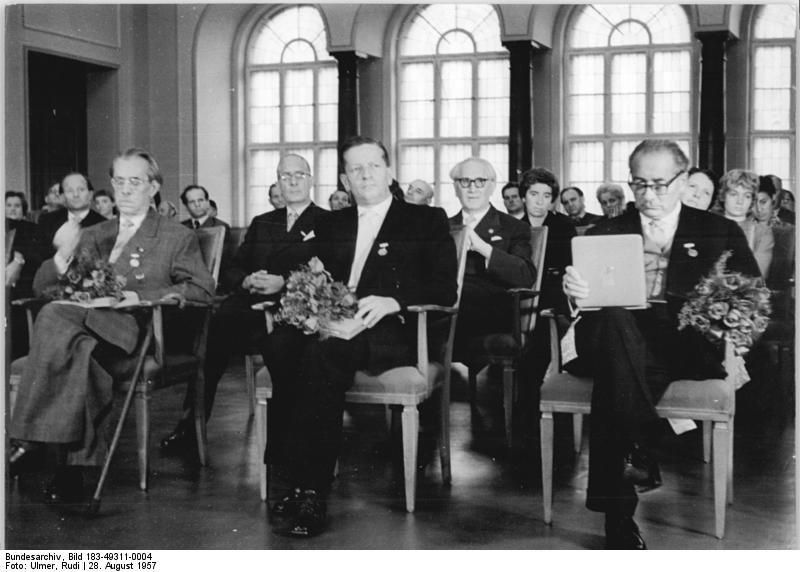
Verleihung des Goethe-Preises 1957 an Otto Nagel, Gerhard Busse und Fritz Wisten

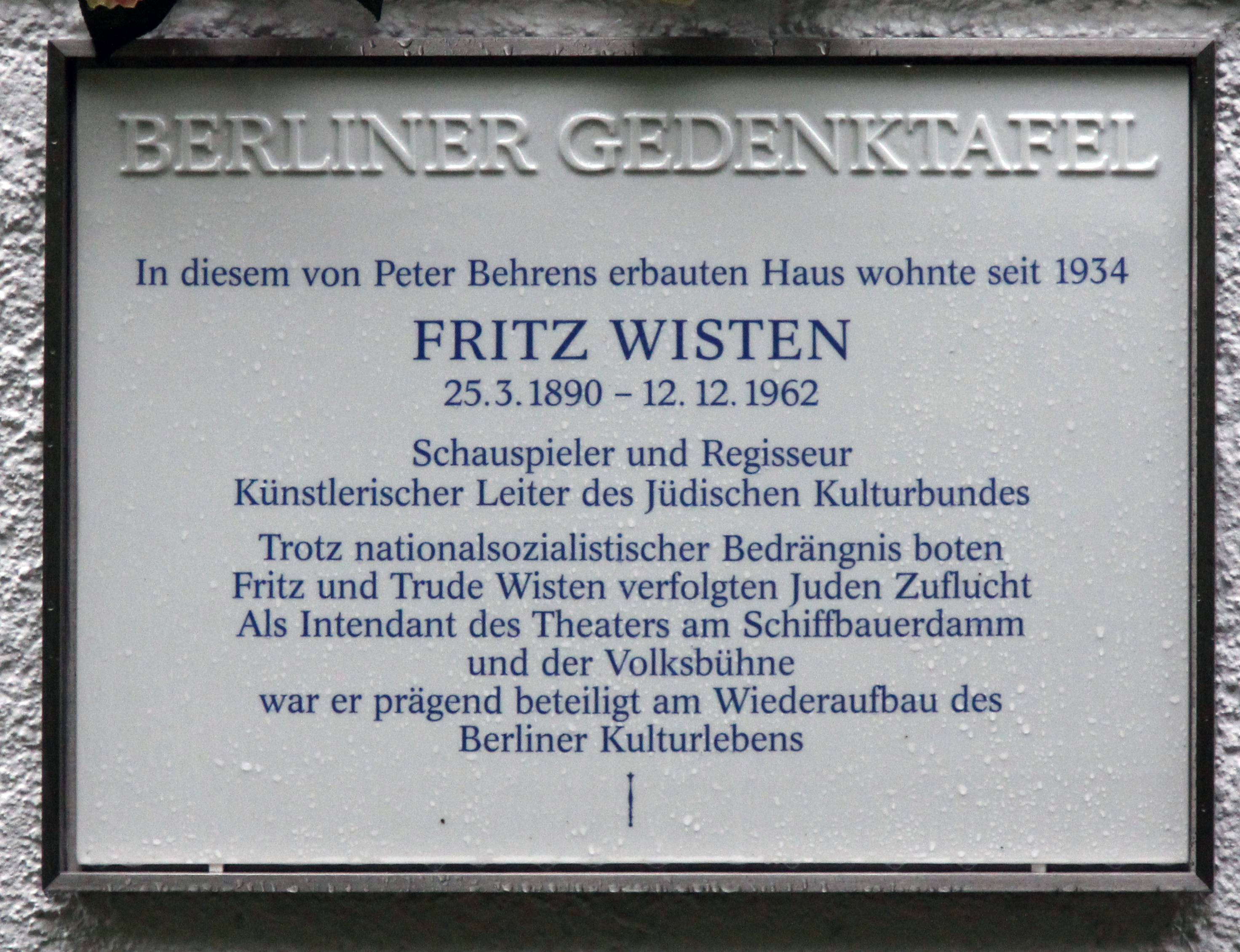
Berliner Gedenktafel am Haus, Waldsängerpfad 3, in Berlin-Nikolassee

Fritz Wisten (geboren 25. März 1890 in Wien, Österreich-Ungarn als Moritz Weinstein; gestorben 12. Dezember 1962 in Berlin-Schlachtensee) war ein österreichisch-jüdischer Schauspieler und Theaterregisseur. 

## Leben
Seine Karriere begann in Eisenach. In dieser Stadt inszenierte er 22 Theaterstücke und spielte in nicht weniger als 216 Rollen. 
1919 führte ihn sein Weg nach Stuttgart. Dort bekam er zuerst ein Engagement beim Deutschen Theater. Daneben spielte er noch an der Stuttgarter Volksbühne. Anschließend kam er ans Württembergische Landestheater, wo er bald zum Publikumsliebling reüssierte. Er glänzte nicht nur in zahlreichen Charakterrollen, die ihm das klassische Drama bot, sondern verhalf auch Stücken, die seinerzeit zur Moderne gehörten, zu ihrem Durchbruch beim Publikum, zum Beispiel Der grüne Kakadu von Arthur Schnitzler, Sechs Personen suchen einen Autor von Luigi Pirandello und Der Hauptmann von Köpenick von Carl Zuckmayer. Eine besondere Ehre wurde ihm 1928 zuteil, als er zum Staatsschauspieler ernannt wurde.
Nachdem die Nazis die Macht ergriffen hatten, waren seine Verdienste rasch vergessen. Im Frühjahr 1933 schrieb ihm sein Intendant: „Wir teilen Ihnen ergebenst mit, dass bei der beabsichtigten Neuordnung der Verhältnisse am Landestheater nicht mehr die Absicht besteht, Ihren Vertrag zu erneuern.“ So gewissermaßen aus Stuttgart vertrieben, hoffte er nun, in Berlin seine Karriere fortsetzen zu können. Dort war gerade der Jüdische Kulturbund gegründet worden. Dieser engagierte ihn als künstlerischen Leiter und Regisseur. 
1938 ereilte ihn das gleiche Schicksal wie viele seiner Glaubensbrüder: Er wurde in ein Konzentrationslager verschleppt. Wisten hatte aber großes Glück; denn bald wurde er wieder entlassen und konnte verhindern, dass er später nochmals deportiert wurde. Diesen Umstand verdankte er nicht zuletzt seiner „Mischehe“ mit der nichtjüdischen Schauspielerin Gertrud Widmann aus Stuttgart.
Gleich nach dem Ende des Zweiten Weltkriegs kam er ans Deutsche Theater in Berlin. 1946 übernahm er die Direktion des Theaters am Schiffbauerdamm. Von 1953 bis 1961 leitete er die Volksbühne Berlin. Wisten erhielt 1952 den Nationalpreis der DDR II. Klasse und wurde 1957 mit dem Goethepreis der Stadt Berlin ausgezeichnet. 1960 erhielt er anlässlich seines 70. Geburtstages den Vaterländischen Verdienstorden in Silber.
Eine Staffel im Stadtbezirk Stuttgart-West trägt seit Dezember 2007 seinen Namen.
Am 24. Juni 2014 wurde an seinem ehemaligen Wohnort, Berlin-Nikolassee, Waldsängerpfad 3, eine Berliner Gedenktafel angebracht.
Er ruht auf dem Waldfriedhof Zehlendorf.
Die Schauspielerinnen Eva Wisten (1930–2023), verheiratet mit bzw. geschieden von Hagen Mueller-Stahl, und Susanne Wisten (1924–2019) waren seine Töchter.

## Filmografie
- 1951: Das Beil von Wandsbek
- 1956: Nekrassow (TV)
- 1960: Menschen von Budapest (TV)

## Theater (Regie)
- 1946: William Shakespeare: Viel Lärm um Nichts (Theater am Schiffbauerdamm Berlin)
- 1949: Augustino Moreto: Donna Diana (Theater am Schiffbauerdamm Berlin)
- 1952: Maxim Gorki: Die Feinde (Theater am Schiffbauerdamm Berlin)
- 1955: Johann Wolfgang von Goethe: Götz von Berlichingen (Volksbühne Berlin)
- 1956: William Shakespeare: Ein Sommernachtstraum (Volksbühne Berlin)
- 1956: Ulrich Becher: Feuerwasser (Volksbühne Berlin)
- 1956: Jean-Paul Sartre: Nekrassow (Volksbühne Berlin)
- 1957: Leo Tolstoi: Die Macht der Finsternis (Volksbühne Berlin)
- 1960: Lajos Mesterházi: Menschen von Budapest (Volksbühne Berlin)
- 1960: Carl Sternheim: Der Kandidat (Volksbühne Berlin)
- 1961: Euripides: Die Troerinnen (Volksbühne Berlin)
- 1961: Hedda Zinner: Ravensbrücker Ballade (Volksbühne Berlin)

## Hörspiele
- 1946: Hedda Zinner: Das ist geschehen – Regie: Hedda Zinner (Berliner Rundfunk)